# ポルトガル領カーボベルデ

カーボベルデ海外州
Província Ultramarina de Cabo Verde (ポルトガル語)

国歌: Hymno Patriótico（ポルトガル語）
愛国讃歌（1808年 - 1834年）

Hino da Carta（ポルトガル語）
イーノ・ダ・カルタ（1834年 - 1910年）

The Portuguese（ポルトガル語）
ポルトガルの歌（1910年 - 1975年）

カーボベルデ海外州の位置

ポルトガル領カーボベルデの提案された旗

ポルトガル領カーボベルデ（ポルトガルりょうカーボベルデ）は、最初に植民が行われた1462年から独立を果たした1975年まで、ポルトガル帝国の植民地であった期間を指す言葉である。

## 歴史

### 15世紀
カーボベルデ諸島は、1444年にエンリケ航海王子（ジョアン1世の息子）と、エンリケの親戚のアフォンソ5世に仕えるアントニオ・ノリによって発見された。最大の島サンティアゴ島を含む南東の島々は、1460年にアントニオ・ノリとディオゴ・ゴメスによって発見された。北西部の残りのサン・ニコラウ島、サン・ヴィセンテ島、サント・アンタン島は1461年か1462年にディオゴ・アフォンソが発見した:73。カーボベルデにポルトガル人が到着する以前に人が定住していた痕跡は存在しない:77。
1462年、サンティアゴの南海岸にリベイラ・グランデ（現シダーデ・ヴェーリャ）が建設された:77。この居留地は、ポルトガルによるアフリカと南米の植民地化のための重要な寄港地となった。16世紀から17世紀にかけては、アフリカ、喜望峰、ブラジル、カリブ海を結ぶ海上貿易の中心地となった。また、アフリカ沿岸に近いことから奴隷貿易に欠かせない拠点となった。その他の初期のポルトガル人居住地には、フォゴ島のサン・フィリペ（1470年から1490年）、サンティアゴ島のプライア（1516年以前）、サント・アンタン島のリベイラ・グランデ（16世紀半ば）、サン・ニコラウ島のリベイ・ブラバ（1653年）があった。
1492年、反ユダヤ主義を全面に掲げる異端審問が登場した。これは隣国のポルトガルにも広がり、ジョアン2世や、特に1496年になマヌエル1世が数千人のユダヤ人をサントメ・プリンシペとカーボベルデに追放することを決定した。彼らは貿易に従事することを許されていた。フリーランスの商人はランサードと呼ばれ、全員ではないもののユダヤ系の人が多かった。

### 16-19世紀
リベイラ・グランデの富裕層と、ポルトガルと植民地支配のライバルであるフランスやイギリスとの対立は、フランシス・ドレーク（1585年）やジャック・カサール（1712年）などの海賊の襲撃を呼び起こした:195。1587年から1593年にかけてレアル・デ・サン・フェリペ要塞が建設されたものの、リベイラ・グランデは脆弱なまま衰退していった。首都は1770年にプライアに移された。
1680年のフォゴ山の噴火によってフォゴ島の大部分が灰に覆われ、たくさんの住人が近郊のブラヴァ島に避難せざるを得なくなった。また、18世紀末から北アメリカの捕鯨船がアゾレス諸島やカーボベルデ諸島周辺でクジラの捕獲を開始した。彼らはブラヴァの港を利用して物資や飲料水を仕入れていた。彼らはブラヴァ出身の男性を船員として雇い、そのうちの数人がマサチューセッツ州の捕鯨港であるニューベッドフォード周辺に定住した。
1800年頃から、サル島での塩の採取が盛んになった。1838年以降、港町ミンデロに大西洋航路の船に供給するための石炭基地が設置され、急速に発展した。19世紀、プラトーは全面的に再開発され、方格設計によって道路が整備され、壮大な植民地風の建物や邸宅が立ち並ぶようになった。カーボベルデにおいて、1876年に奴隷制度が廃止された。

### 20世紀
20世紀初頭から、ミンデロ港は大西洋横断航路に対する重要性を失っていた。その原因には、船の燃料が石炭から石油に変わったこと、ダカールやカナリア諸島などの競合港が台頭してきたこと、港湾インフラへの投資が進まなかったこと、などがある。